# Nguyễn Văn Nam (nhạc sĩ)
Nguyễn Văn Nam  (14 tháng 7 năm 1932 – 17 tháng 5 năm 2020) là giáo sư, tiến sĩ, nhạc sĩ nổi tiếng tại Việt Nam. Ông là nhà soạn nhạc Việt Nam đầu tiên có nhiều tác phẩm được công diễn tại nhiều nơi trên thế giới. Năm 2003, Nguyễn Văn Nam là nhà soạn nhạc Việt Nam đầu tiên được Hoa Kỳ "đặt hàng" dàn dựng tác phẩm mới tại New York.. Ông sáng tác nhạc và giảng dạy tại Nhạc viện Thành phố Hồ Chí Minh cho đến khi mất.

## Sự nghiệp
Giáo sư Nguyễn Văn Nam sinh ngày 14 tháng 7 năm 1936 tại Vĩnh Kim, Châu Thành (Tiền Giang), Việt Nam. Năm 1947, ông tham gia kháng chiến, hoạt động trong Ban tuyên truyền tỉnh Mỹ Tho. Năm 1948, Nguyễn Văn Nam theo học trường Văn hóa kháng chiến Phan Lương Trực tại Đồng Tháp Mười. Ông gia nhập bộ đội năm 1949 và công tác tại Tổ Quân nhạc khu 8. Một thời gian sau, ông chuyển công tác sang Đoàn Văn công Mặt trận Đồng Tháp Mười. Năm 1954, Nguyễn Văn Nam tập kết ra Bắc và làm việc ở đó cho đến năm 1959. Ông được chuyển ngành sang Bộ Văn hóa rồi được cử đi học sáng tác nhạc tại Trường Âm nhạc Việt Nam (tiền thân của Nhạc viện Hà Nội sau này). Vì tốt nghiệp loại cao, Nguyễn Văn Nam được cử đi học tại Nhạc viện Leningrad, nay là Nhạc viện Sankt-Peterburg (Cộng hòa Liên bang Nga) vào năm 1966. Ông hoàn tất chương trình học và tốt nghiệp vào năm 1973, sau đó về lại Việt Nam làm việc.
Năm 1974, ông lại được cử đi học nghiên cứu sinh tại Nhạc viện Leningrad và bảo vệ thành công luận án Tiến sĩ hai ngành Sáng tác và Lý luận. Nguyễn Văn Nam ở lại Nga làm việc tại Viện Nghiên cứu khoa học nước Cộng hòa XHCN Xô viết Tự trị Kabardino-Bankar từ năm 1979. Ông Nam là hội viên chính thức của Hội Nhạc sĩ Liên Xô (nay là Cộng hòa Liên bang Nga).

## Giảng dạy
Năm 1991, nhạc sĩ Nguyễn Văn Nam về Việt Nam, ông tham gia công tác giảng dạy bậc đại học và cao học chuyên ngành sáng tác, lý luận tại Nhạc viện Thành phố Hồ Chí Minh. Trong 26 năm làm việc tại đây, ông được phong hàm Giáo sư vào ngày 20 tháng 11 năm 2015 vì những đóng góp cho nền âm nhạc của Việt Nam. Nhưng trong suốt 26 năm công tác tại nhạc viện, Giáo sư Nguyễn Văn Nam vẫn không được vào biên chế nhà nước mà chỉ là giáo viên thỉnh giảng.

## Gia đình
Trong thời gian sống tại Nga, nhạc sĩ Nguyễn Văn Nam và Tamara Blaeva (một cô gái người Nga Kavkaz học cùng ông) có một cô con gái. Năm 1988, hai người về Việt Nam, họ cùng có ý định sẽ trở về Việt Nam sinh sống. Nhưng dự định đó đã không thể thực hiện được vì người phụ nữ Nga mất đột ngột vào năm 1990. Cô con của ông bà lúc đó được 7 tuổi. Năm con gái lên 8, nhạc sĩ Nguyễn Văn Nam nhận được tin mẹ đang bệnh nặng. Ông gửi con gái cho gia đình bên ngoại chăm sóc để về Việt Nam. Đau buồn khi mẹ qua đời, nhạc sĩ Nam đã quyết định ở lại quê hương. Ông sống một mình tại một căn hộ của chung cư Nguyễn Thái Bình, Quận 1 - Thành phố Hồ Chí Minh và ngày ngày đi dạy tại Nhạc viện thành phố.
Năm 2004, trong lần gặp nhà văn Huỳnh Mẫn Chi  khi bà viết bài về các danh nhân của Tiền Giang, nhạc sĩ Nguyễn Văn Nam đã gặp được người tri kỷ thứ hai trong cuộc đời mình. Hai người kết hôn sau một thời gian quen biết. Nhạc sĩ và nhà văn đã có hai người con, một trai và một gái.

## Tác phẩm
- Giao hưởng số 1 – Tặng đồng bào miền Nam anh dũng (1972)
- Giao hưởng số 2 – Uống nước nhớ nguồn (1974 – Nhân kỷ niệm 30 năm thành lập Quân đội nhân dân Việt Nam)
- Giao hưởng số 3 – Tặng những em bé mồ côi sau chiến tranh (1975)[3]
- Giao hưởng số 4 – Giao hưởng Ađưks (1986)
- Giao hưởng số 5 – Mẹ Việt Nam (1994)
- Giao hưởng số 6 – Sài Gòn 300 năm (1998)[12]
- Giao hưởng số 7 – Chuyện nàng Kiều (2000)
- Giao hưởng số 8 – Đất nước quê hương tôi (2003)
- Giao hưởng số 9 – Cửu Long dậy sóng (2012)[13]

Tâm sự của nhạc sĩ: "Tôi rất thích sáng tác ở thể loại giao hưởng. Tuy đây là một thể loại khó (khó ở công đoạn sáng tạo lẫn khó cho người thưởng thức) nhưng lại là một thể loại chuyển tải được sâu sắc những cung bậc tình cảm, có khả năng biểu hiện rộng lớn những hỉ, nộ, ái, ố và lay động tận đáy lòng người nghe."

## Giải thưởng
- Năm 1994, Giải thưởng cho thơ giao hưởng "Tưởng nhớ" do Bộ trưởng Bộ quốc phòng ký.
- Băm 2005, Giải thưởng cho giao hưởng số 8 "Quê hương đất nước tôi" UBND Thành phố Hồ Chí Minh.
- Ngày 8 tháng 2 năm 2007, Giải thưởng Nhà nước do Chủ tịch nước Nguyễn Minh Triết trao.
- Năm 2009, Giải thưởng cho giao hưởng "Nhật ký trong tù" do Ban chấp hành TW Đảng tặng.
- Năm 2012, Giải thưởng cho độc tấu sáo và dàn nhạc "Miền đất thiêng" do Chủ tịch UBND Thành phố Hồ Chí Minh tặng.[12]
- Ông được tặng Huy hiệu Thành đồng Tổ quốc
- Huân chương Chiến thắng
- Năm 1995, Huy chương Vàng Hội diễn ca nhạc toàn quốc với tác phẩm vũ kịch Huyền thoại Mẹ,
- Giải thưởng của Hội Nhạc sĩ Việt Nam giao hưởng số 8 Đất nước quê hương tôi.
- Huy chương Vì sự nghiệp Âm nhạc Việt Nam.[4]
- Năm 2014, Hội Nhạc sĩ Việt Nam tặng Giải thưởng Âm nhạc, giải đặc biệt cho các tác giả, nhạc sĩ khu vực phía Nam.[14]